# NGC 2511
NGC 2511 је спирална галаксија у сазвежђу Мали пас која се налази на NGC листи објеката дубоког неба.
Деклинација објекта је + 9° 23' 43" а ректасцензија 8h 2m 15,0s. Привидна величина (магнитуда) објекта NGC 2511 износи 14,3 а фотографска магнитуда 15,1. NGC 2511 је још познат и под ознакама MCG 2-21-8, MK 1207, CGCG 59-24, PGC 22549.